# 天津市第四十五中学
天津市第四十五中学，简称45中，创建于1954年，位于天津市河东区。天津市首批市级重点中学、全国示范高中建设校，是一所完全中学。学校两校区共占地7.09公顷，建筑面积超3.1万平方米，绿化率达到40%。

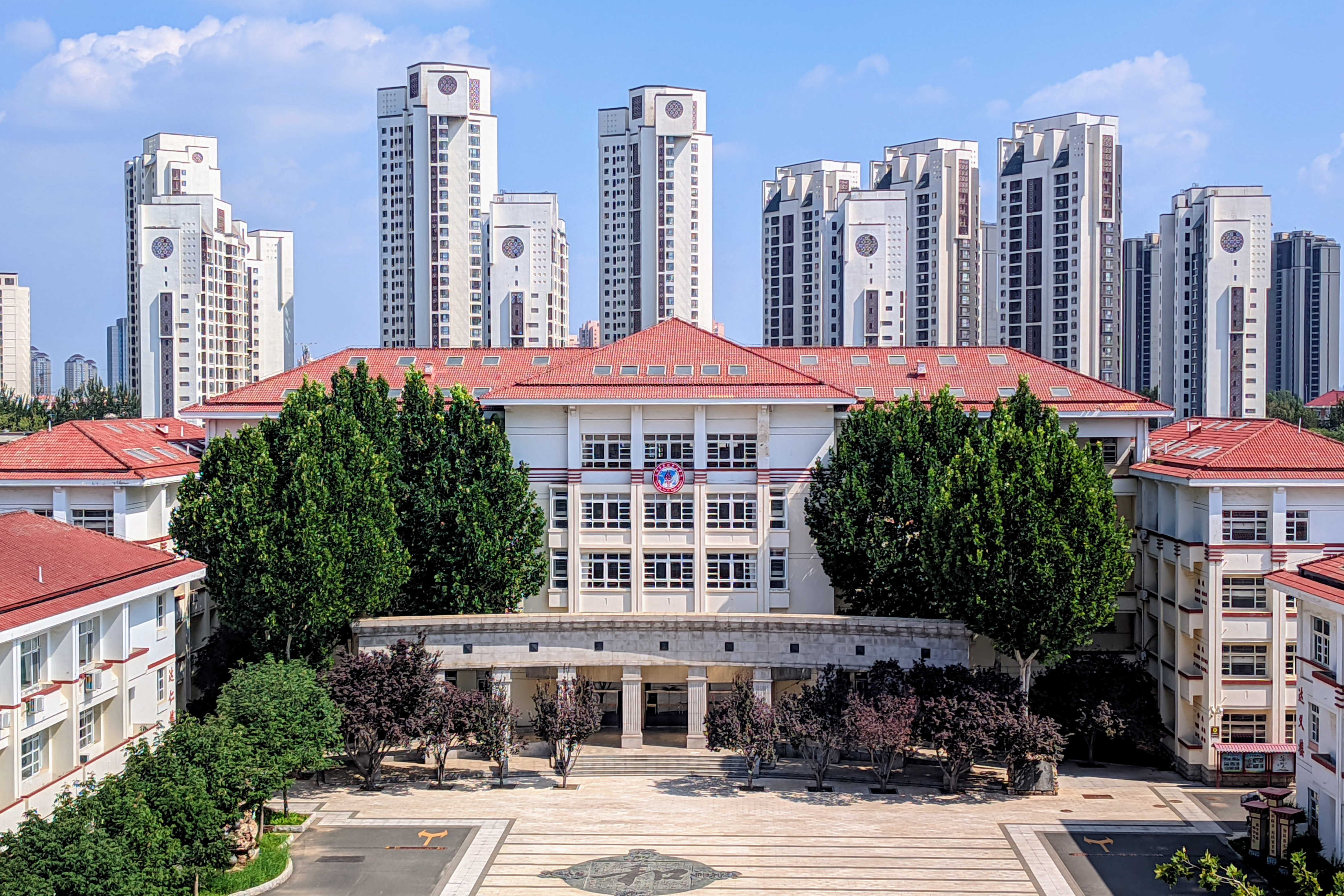
45中广宁路校区

## 历史

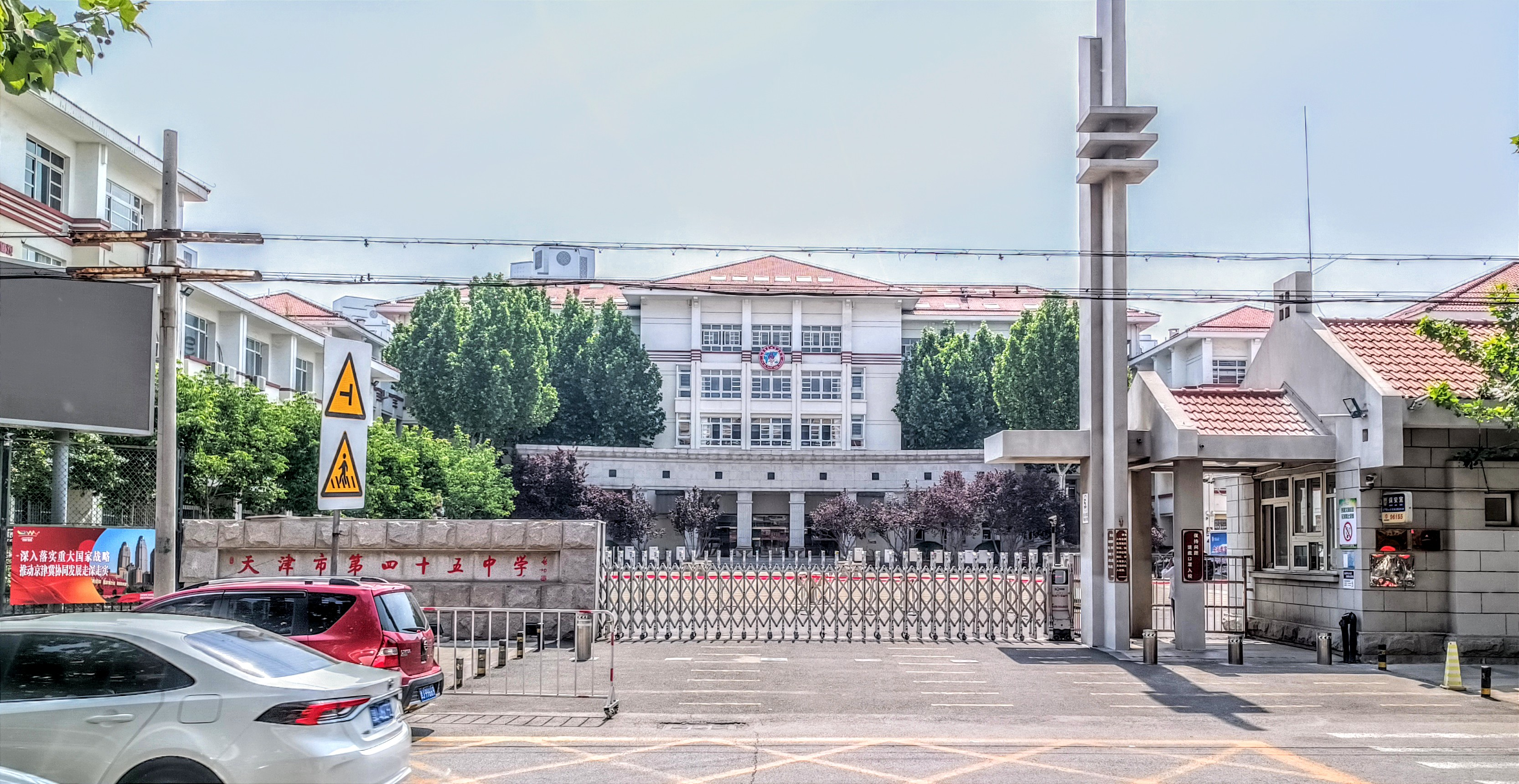
45中大门

天津市第四十五中学，始建于1954年，在建国之初曾因接受大批海外华侨子女在此就读，而被誉为“华侨学校”，1958年成为河北省重点中学，1978年成为天津市重点中学，2003年被评为天津市首批国家级示范校。2012年先后被评为天津教育十大特色学校，被教育部中国教师发展基金会授予“全国特色学校荣誉”称号。学校不仅招收天津市内的学生，还通过内高班招收新疆学生。

## 办学理念

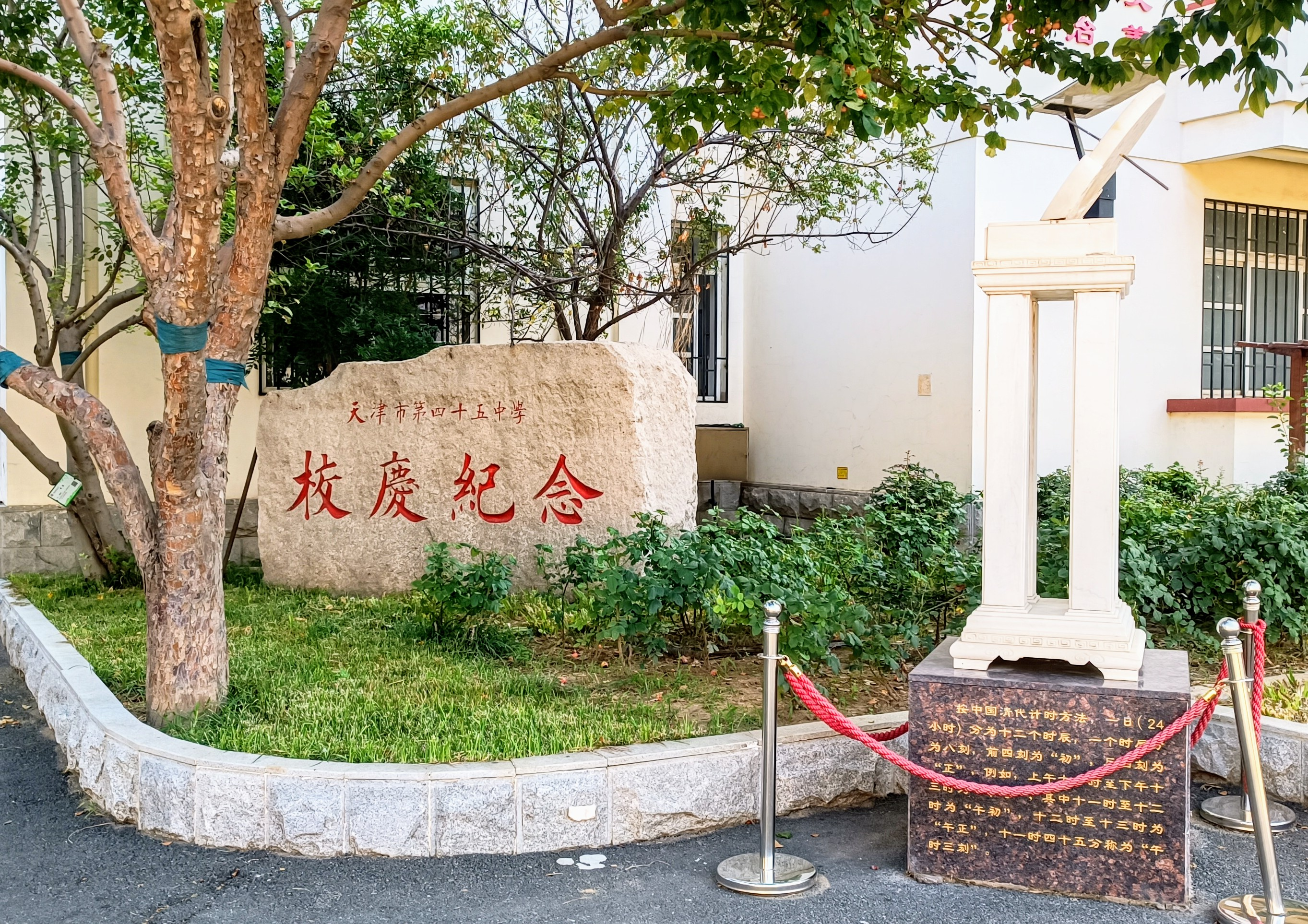
45中校慶紀念碑与日晷

校訓：崇德、尚智、健體、樂活
办学特色：幸福教育
办学思路：“一條主線，兩翼齊飛”
校風：爱探索、爱真理、爱创新、爱生活
學風：明德、知恥、善思、好問
教風：精於所學、喜於創新、嚴於授業、樂於樹人

## 设施

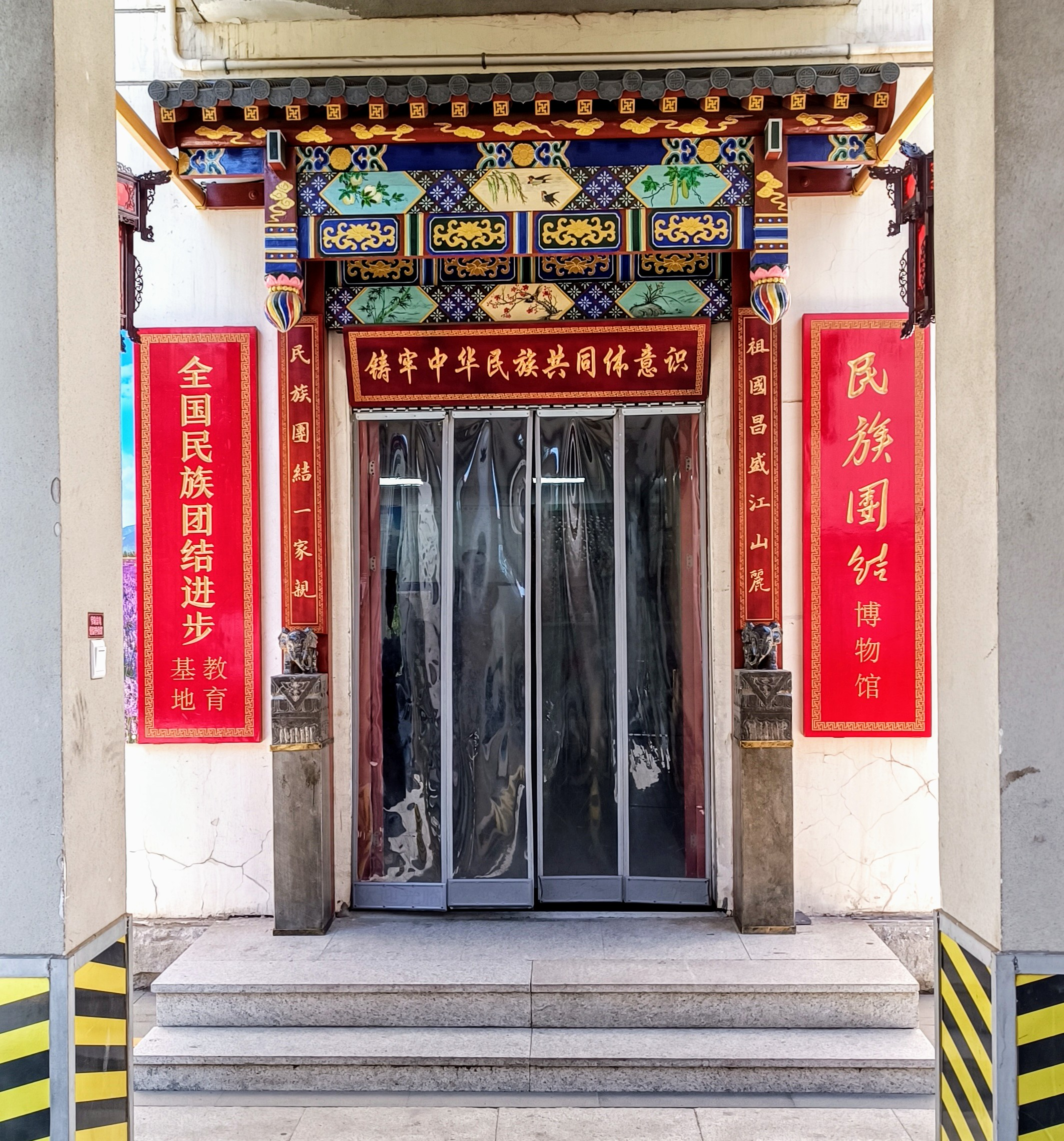
民族团结博物馆
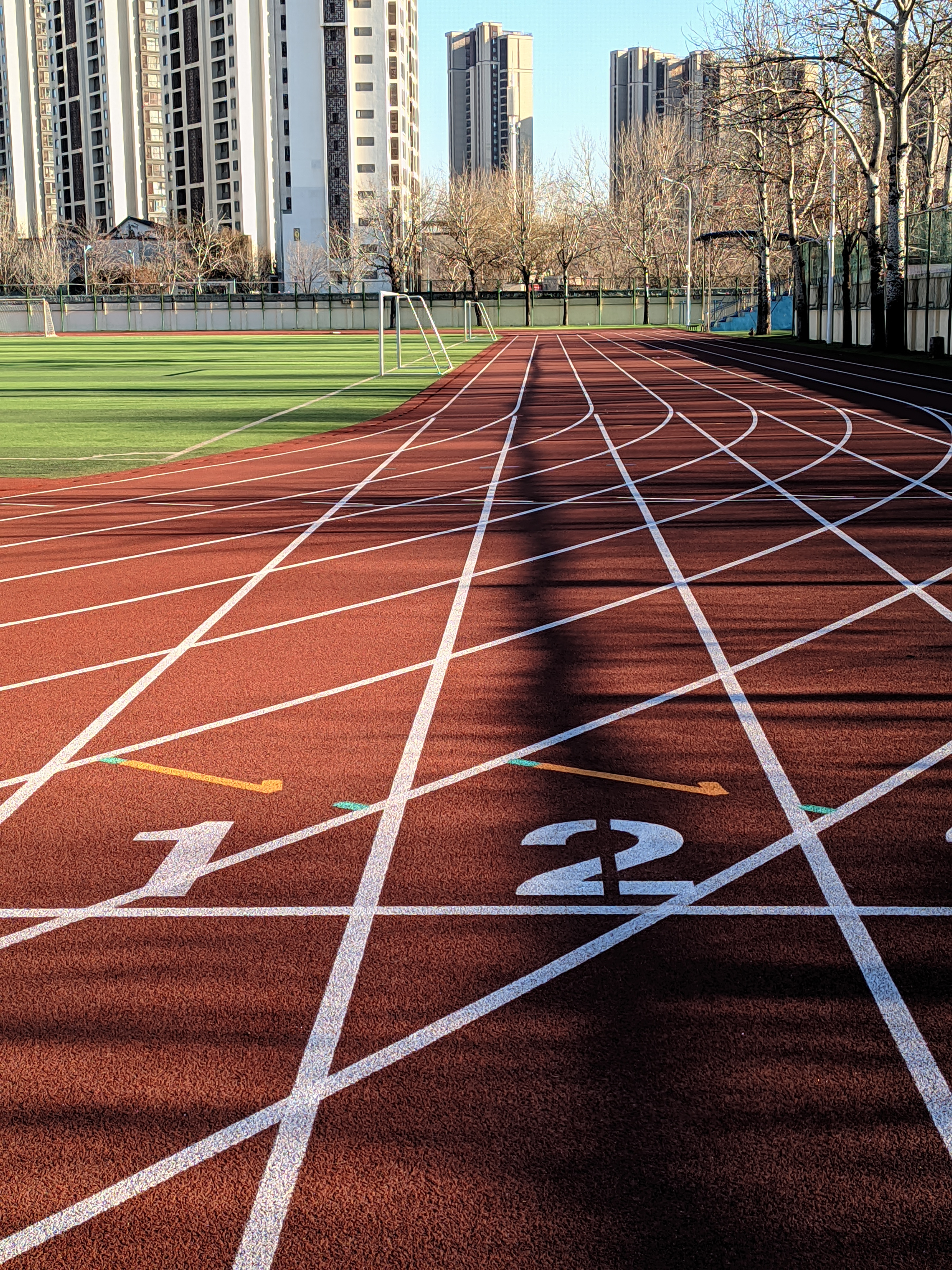
45中操场
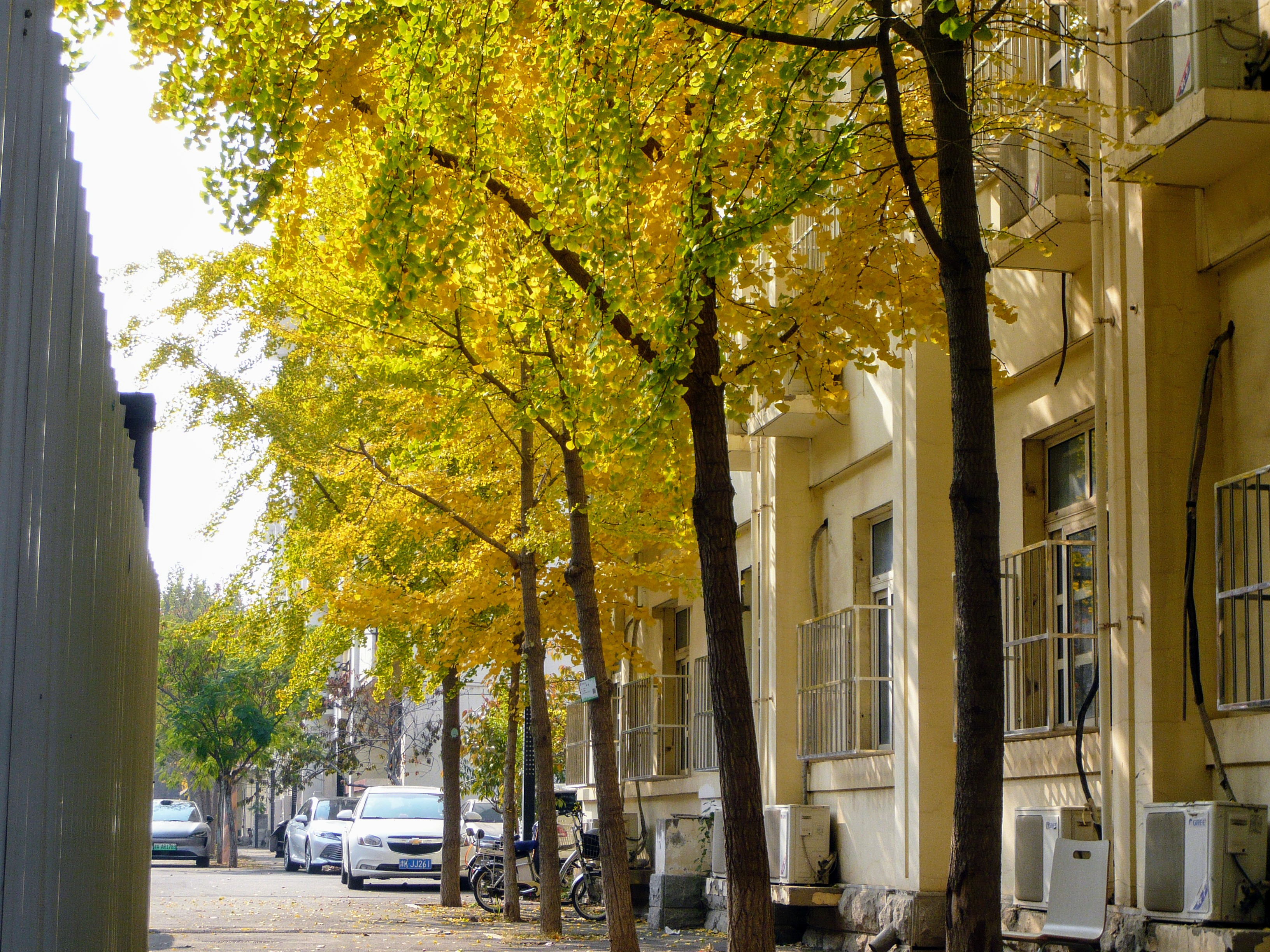
银杏树林

广宁路的高中校园内有国际标准的400米塑胶跑道、草皮足球場和體育館，因跑道符合国际标准，河东区各中学的区级赛事经常在45中举行，如区運動會、中考体育考试等。校内还有实验楼（達仁樓）、報告廳礼堂（達義樓）、初中教学楼（達禮樓）、高中教學樓（達智樓）、行政楼（達信樓）、食堂和宿舍楼，配有校园网。学校还设有公园和噴泉，校园绿化率达40%。学校还开展多样活动，如社团、合唱团、管乐团、联欢会、社会实践等。

### 达智楼

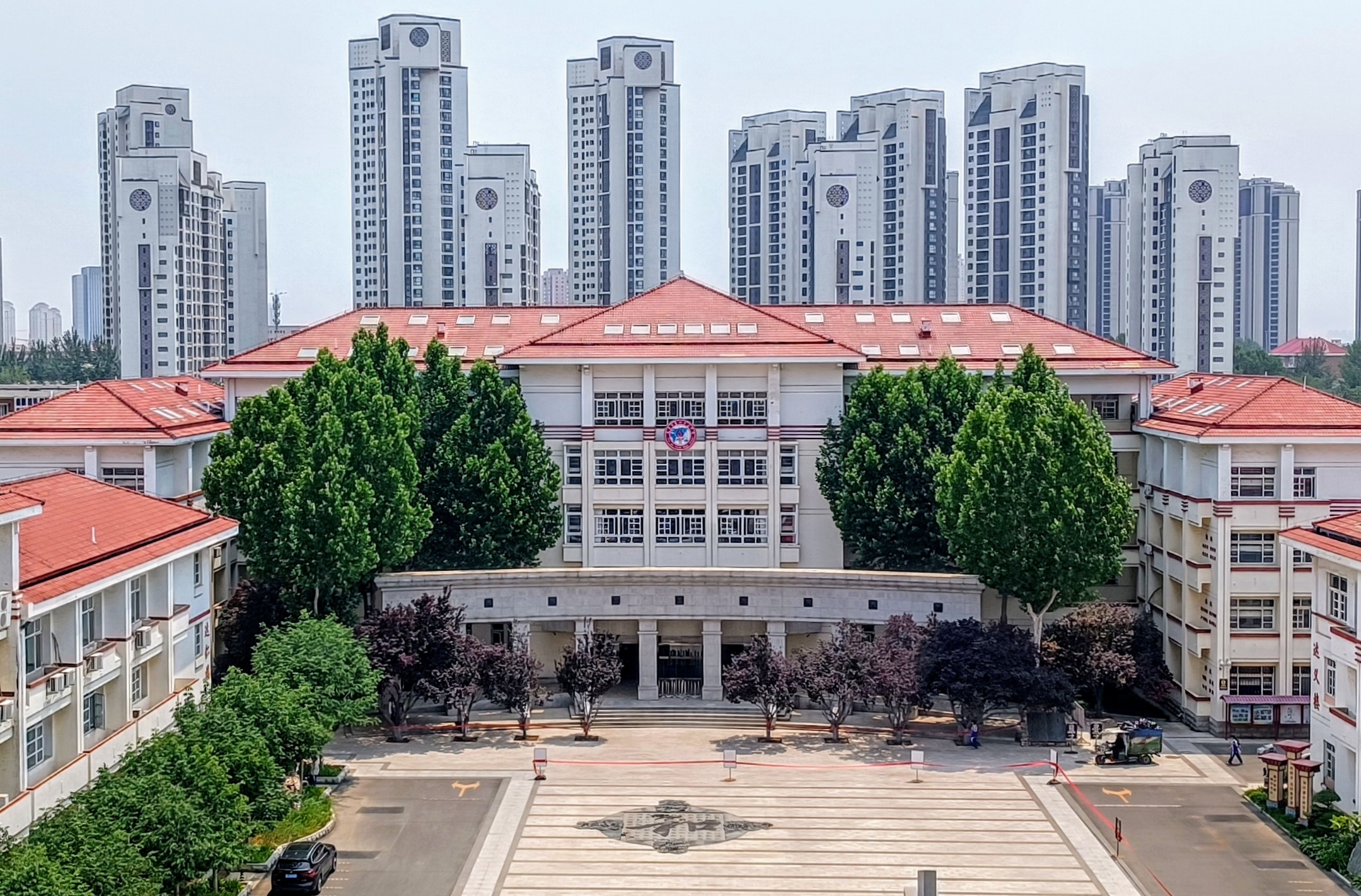
达智楼全景

达智楼位于45中广宁路校区，是广宁路校区的主建筑。作为该校约1700名高中生的教学楼，共有5层（不包括阁楼）、38个教室及若干教师办公室。其中二楼、三楼中厅有校艺术展览。二楼亦有连接达信楼、达义楼和达仁楼的空中走廊。

### 达义楼

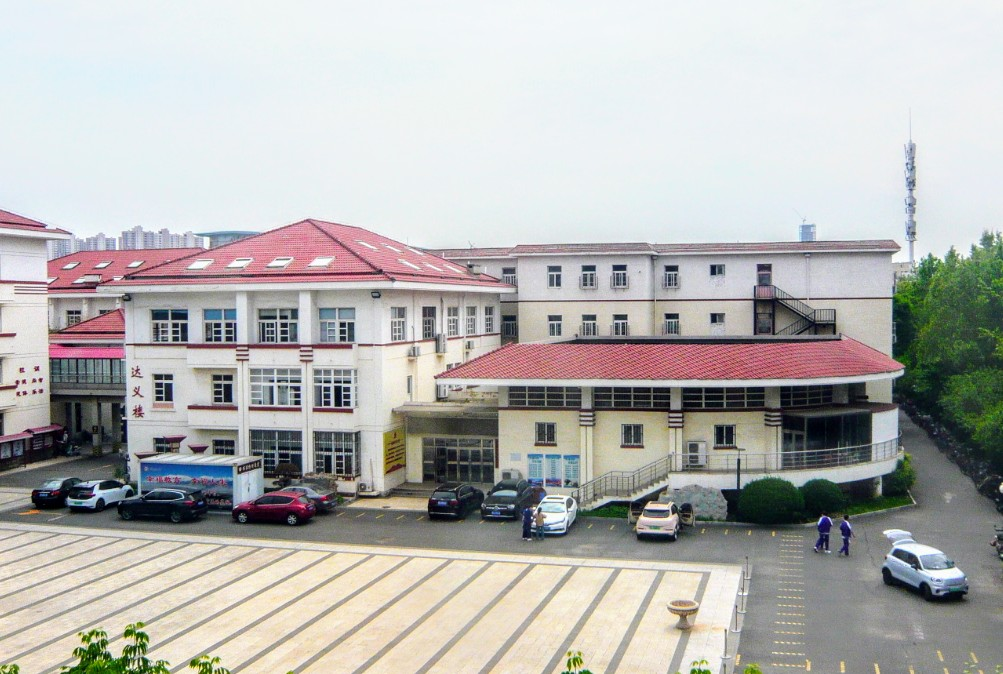
达义楼

达义楼共有4层。楼内设有报告厅，是接待外来访客和举办大型活动的主要场所，可容纳400余人。一层还设有天津市第一个校园博物馆——民族团结博物馆。二层设有200人厅，并有连廊通往达智楼和达信楼。三层设有录播教室和电钢琴教室。四层（阁楼）是校史馆。

### 达仁楼

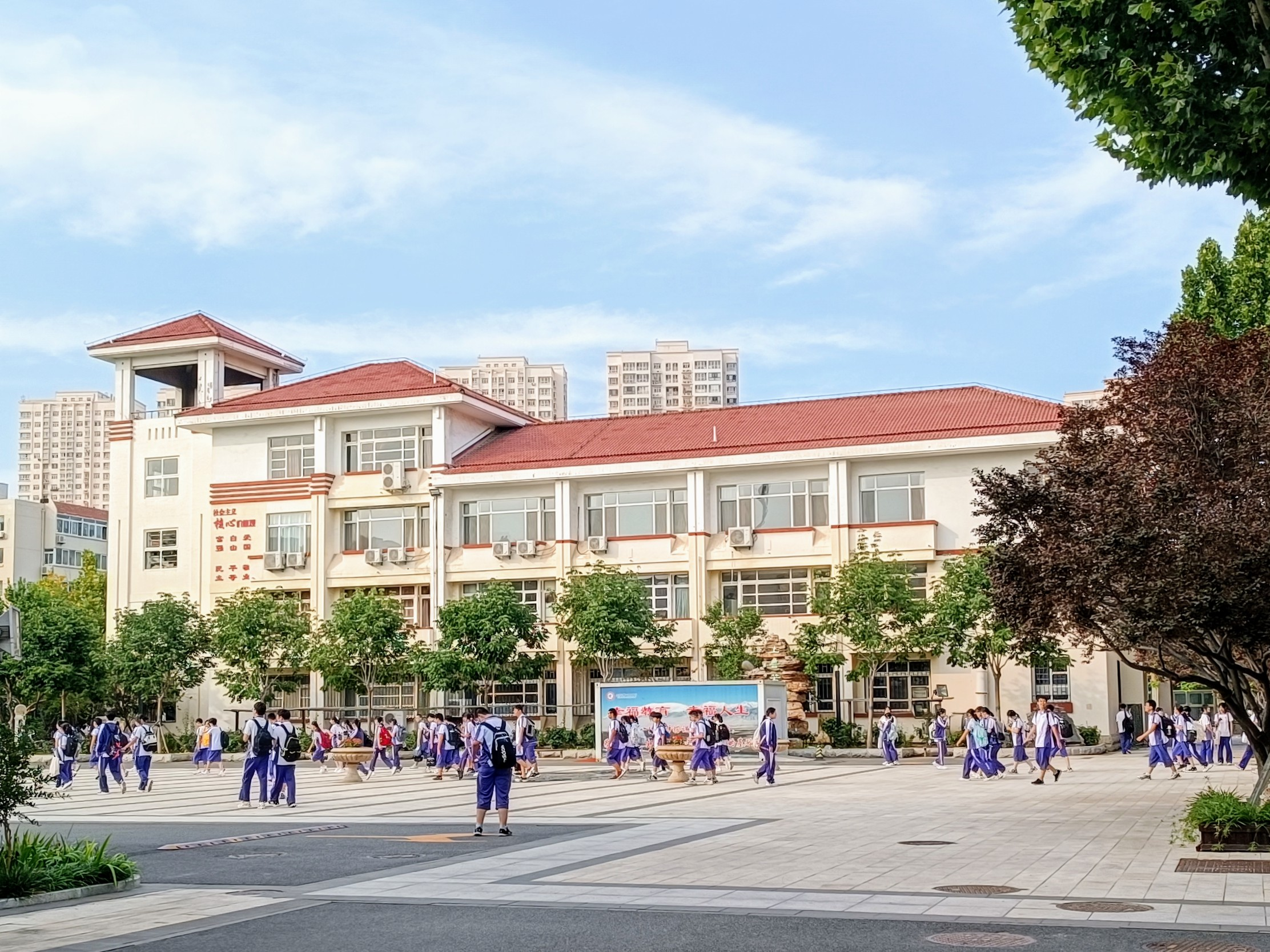
达仁楼

达仁楼是45中的实验楼，共有4层（不包括阁楼）。楼内设有物理实验室、化学实验室、生物实验室等理科实验室，还有英语教室、爵火戏剧社、钢琴教室、海风文学社等特色教室。三层还设有幸福成长中心，内有数间不同功能的心理教室。

### 达信楼
达信楼是45中的行政楼，共有4层。一层设有团委办公室和医务室。二层有校长室、副校长室、教务处和信息教室等，并有连廊通往达智楼和达义楼。三层有计算机房、会议室等。四层（阁楼）有墨香阁以及中国传统文学艺术展览等。建筑中央还有小片竹林。

### 达礼楼

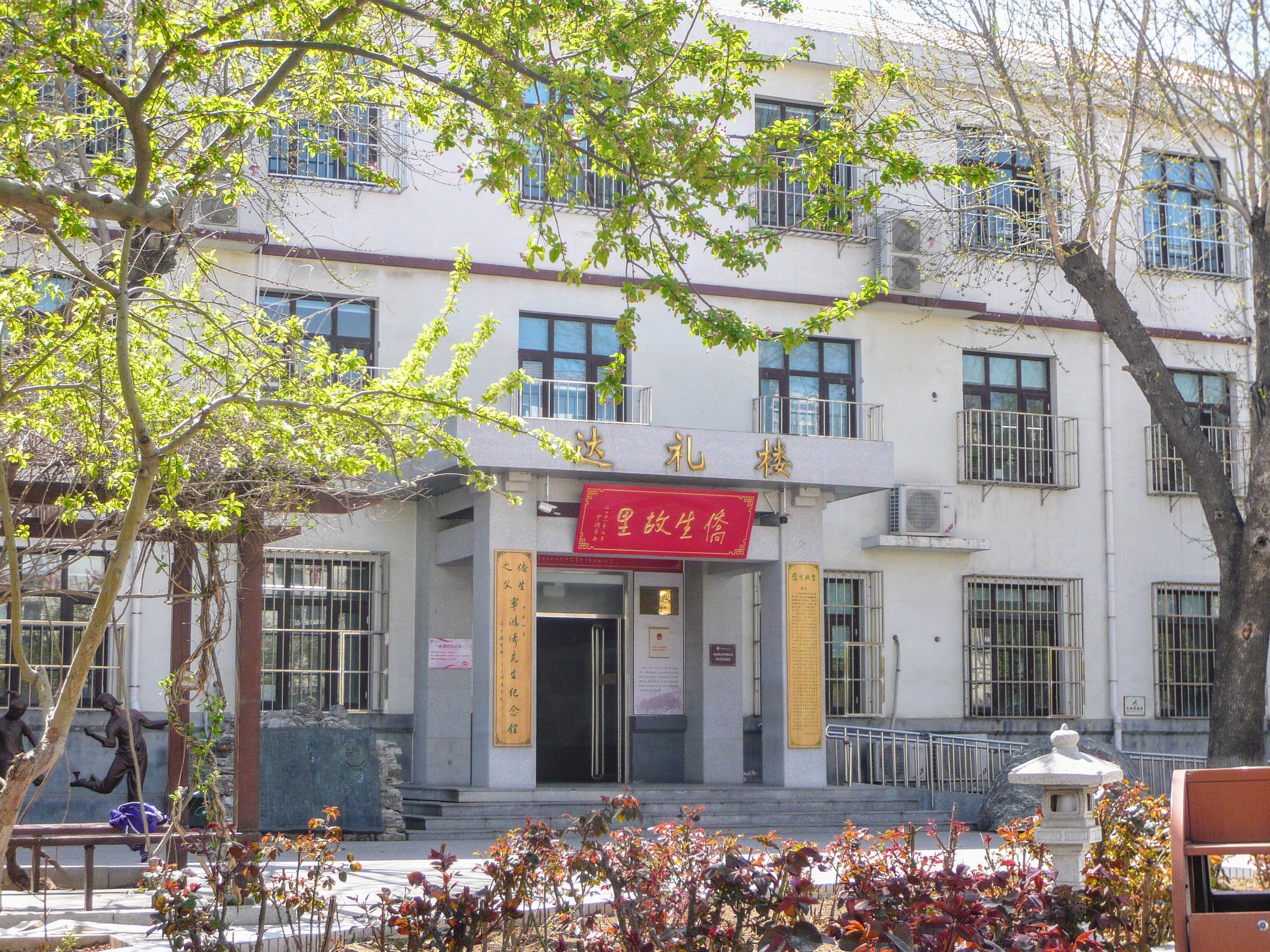
达礼楼

达礼楼是位于广宁路校区的初中教学楼，共3层。内设有音乐教室、文印室、德育处、教务处等。以及天津市第四十五中学部分初三学生的教室。

### 体育馆

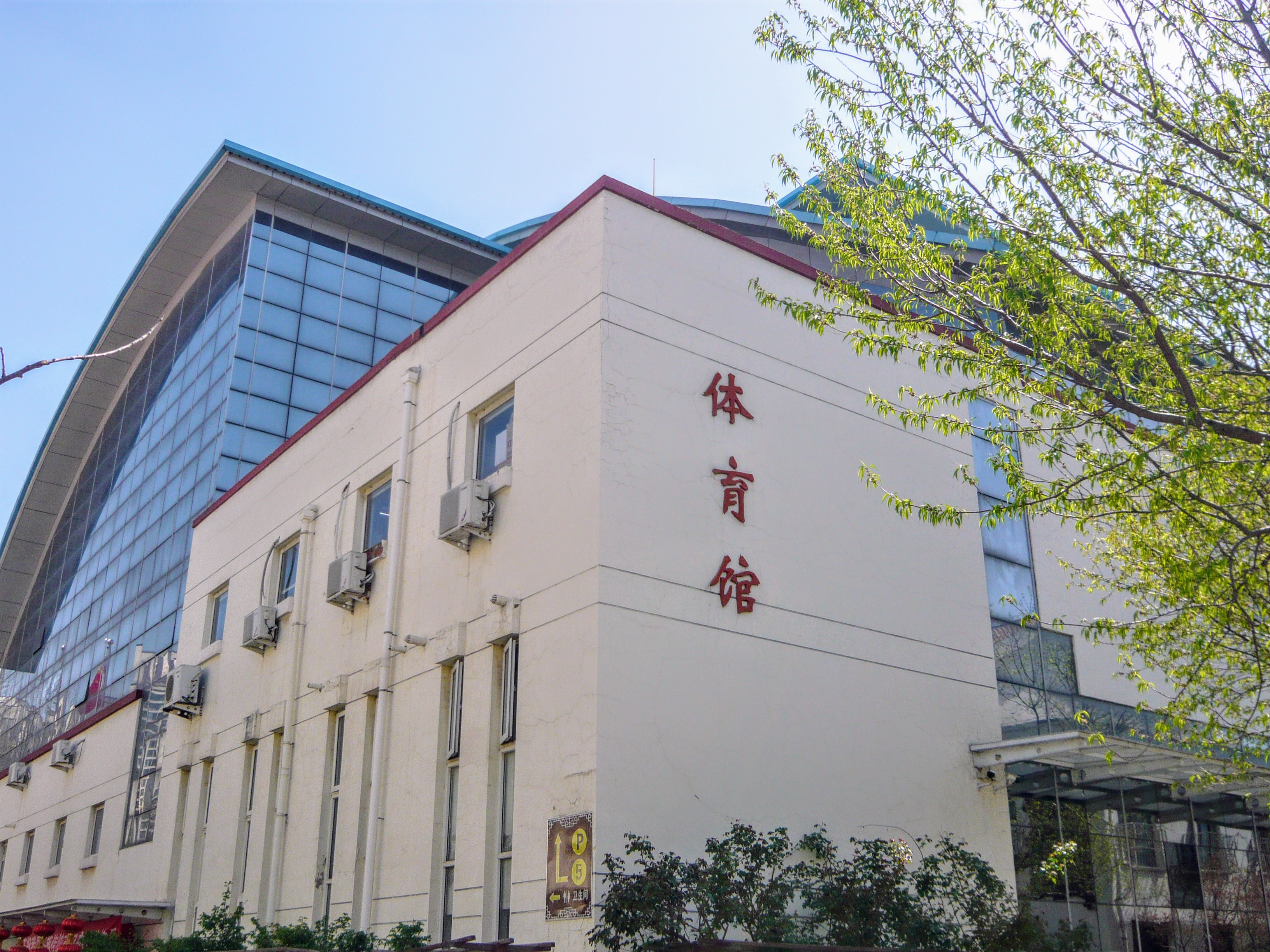
体育馆

45中体育馆共有4层。一层是体育馆篮球场入口奖项展览墙、新疆班学生食堂和45创客中心。二层设有标准篮球场、乒乓球场及观众看台。三层是体育教师办公室和新疆班健身房。四层用于存放体育器材和多余桌椅。

## 校区

### 广宁路校区

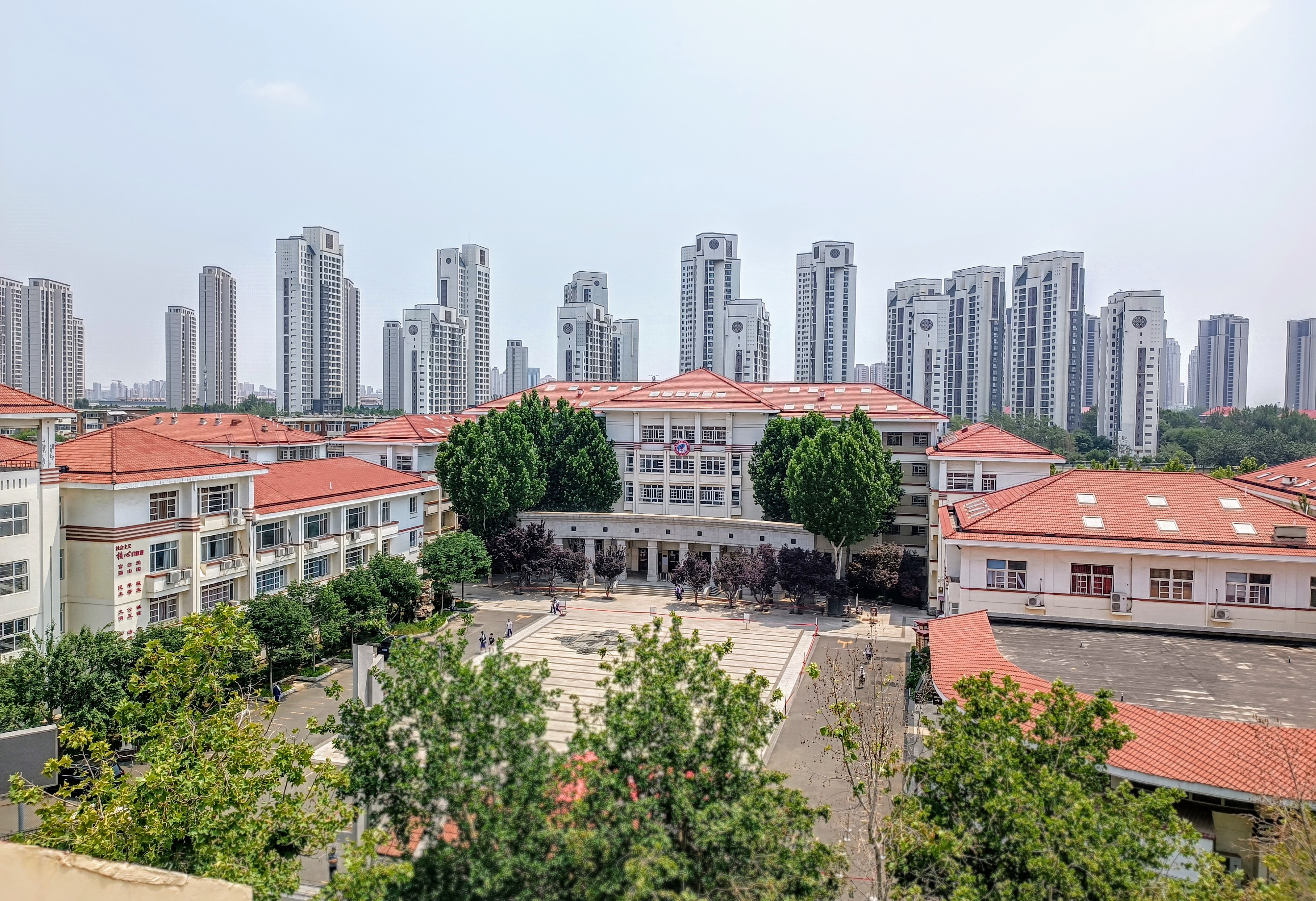
广宁路校区

广宁路校区是天津市第四十五中学的主校区，共5.19公顷。45中的一部分初三和高中学生均在此上学，位于天津市河東区中山门街道广宁路15号。

### 龙潭路校区

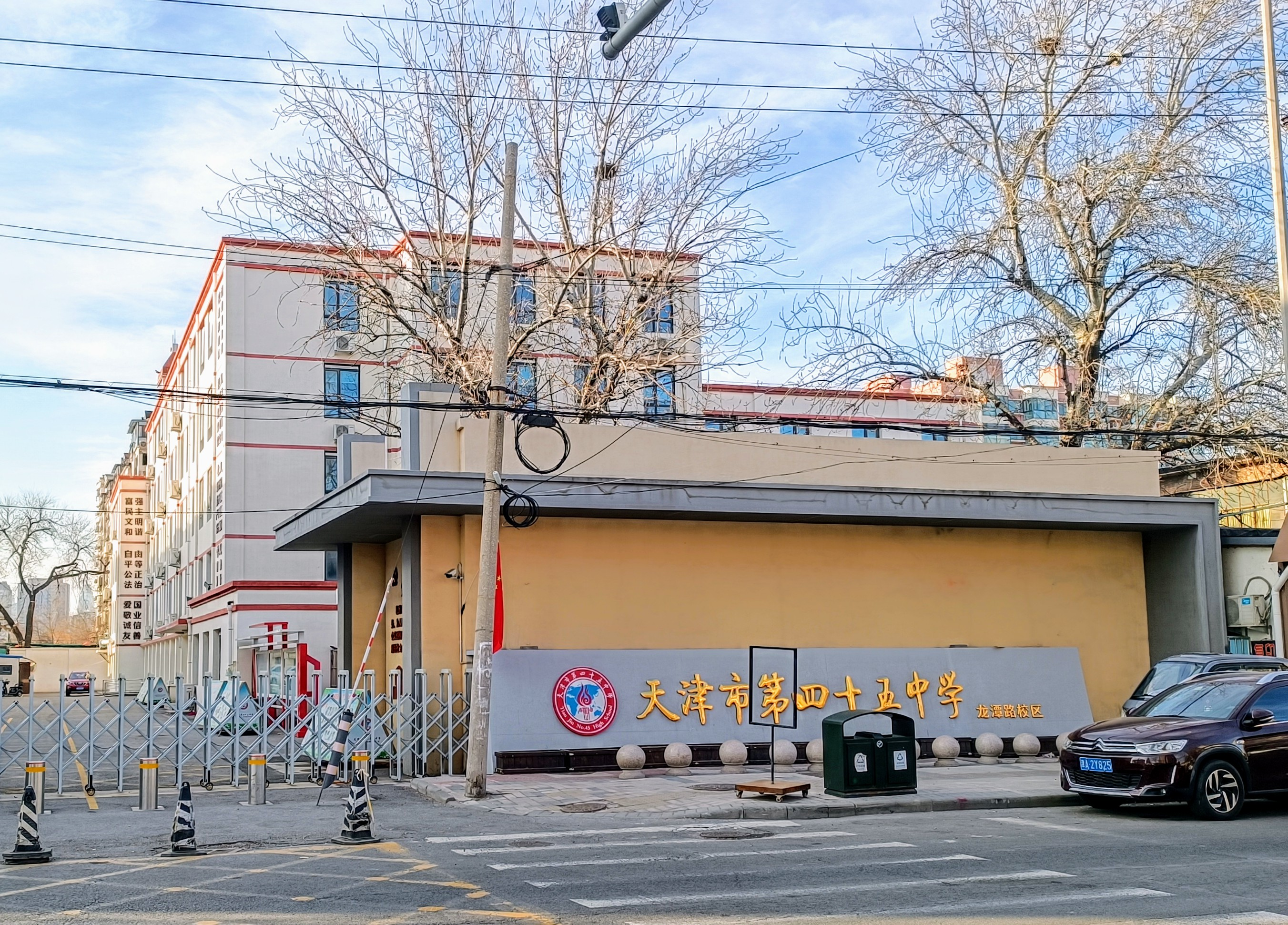
天津市第四十五中学龙潭路校区

天津市第四十五中学龙潭路校区，原为私立天津市华英中学，双减政策施行后，成为45中的分校区，共1.9公顷。45中初一、初二以及一部分初三学生在此上学，位于天津市河東区中山门街道龙潭路5号。

### 天津市第四十五中学华英学校

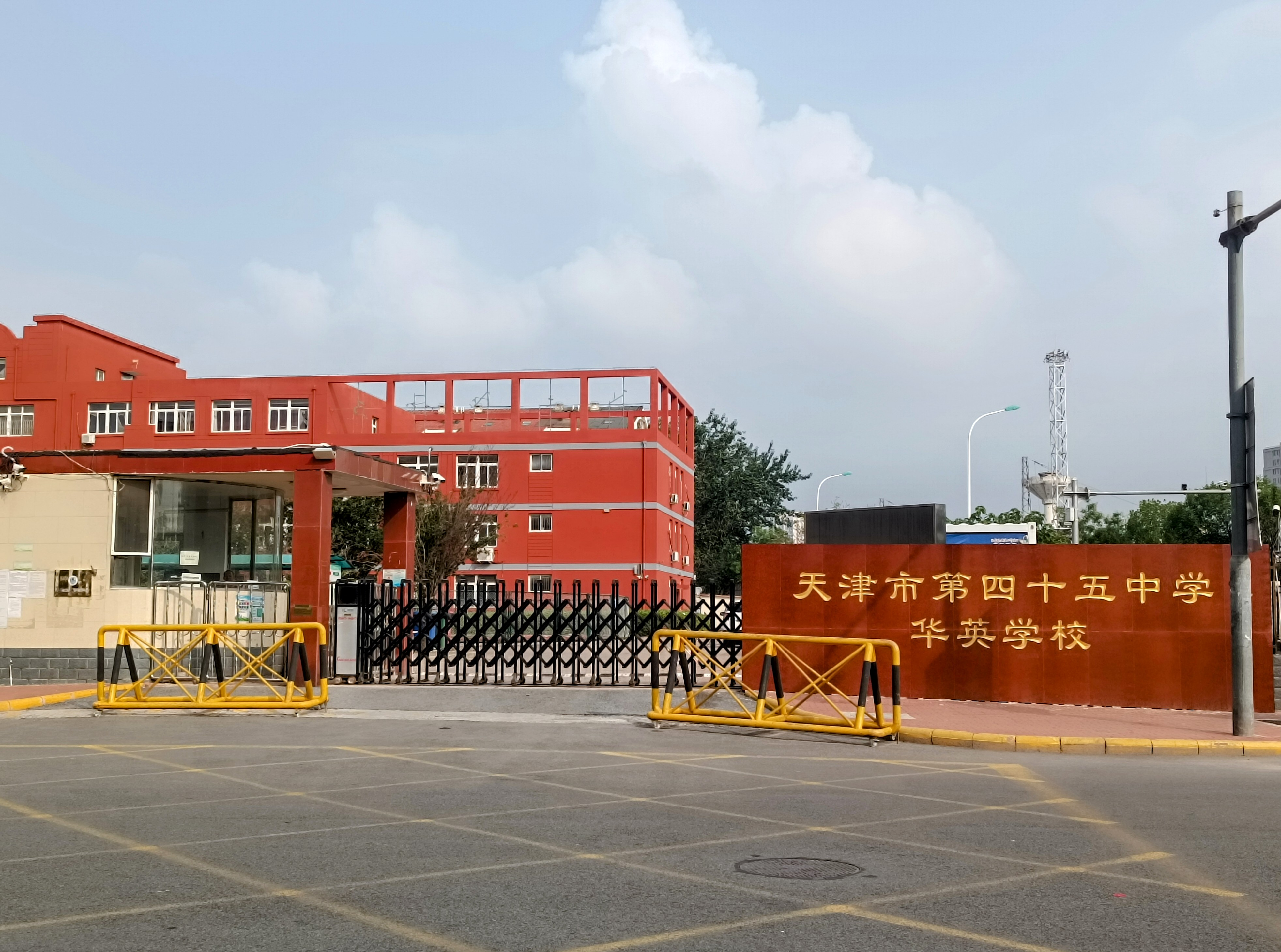
天津市第四十五中学华英学校

天津市第四十五中学华英学校，为原大桥道小学，占地面积约1.36公顷，位于天津市河东区大直沽街道大桥道34号，是一所公立的九年一贯制学校。其中小学由原大桥道小学组成，初中自2024年7月开始招生。

## 图集

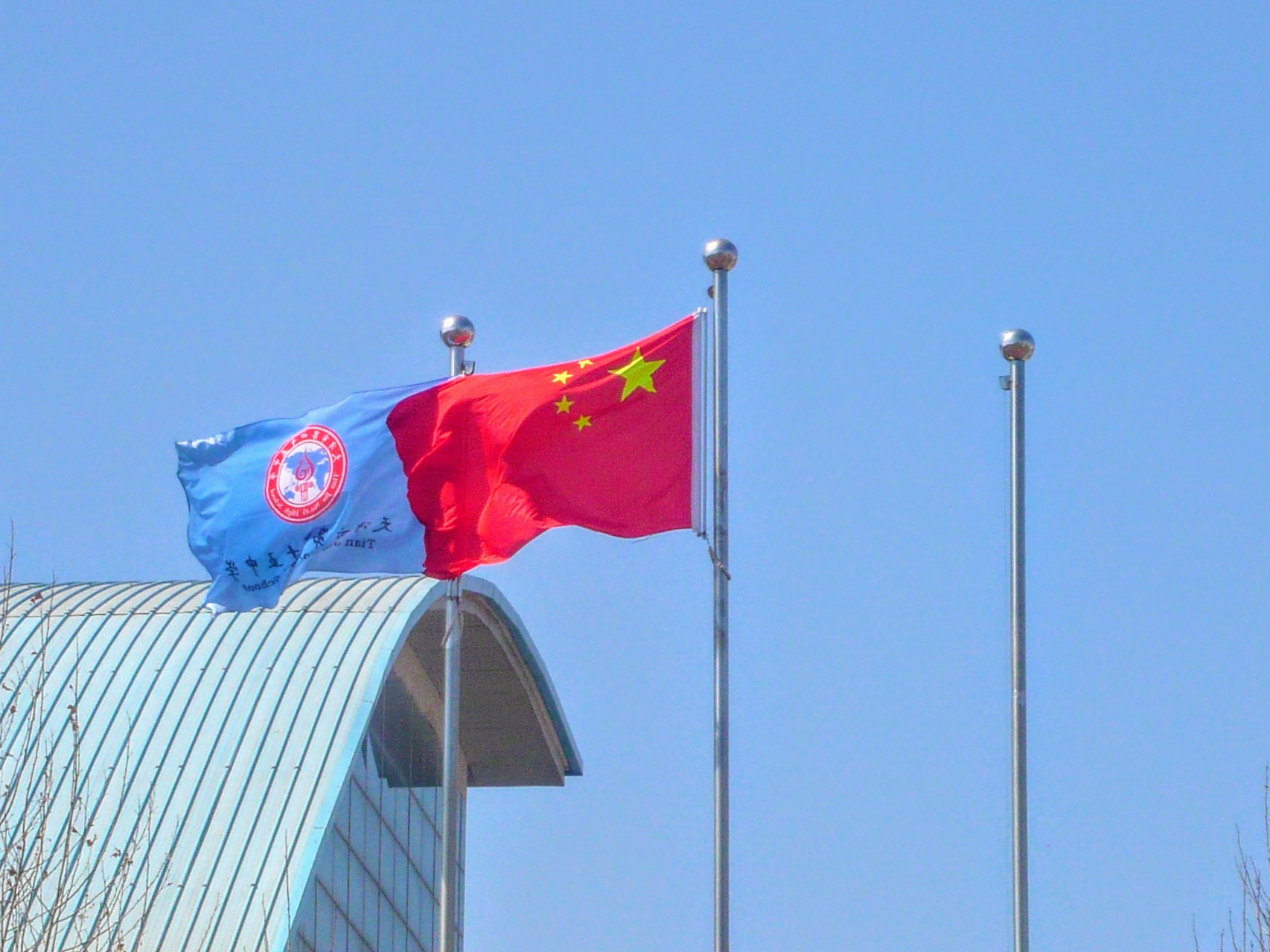
飘扬的45中校旗与中国国旗
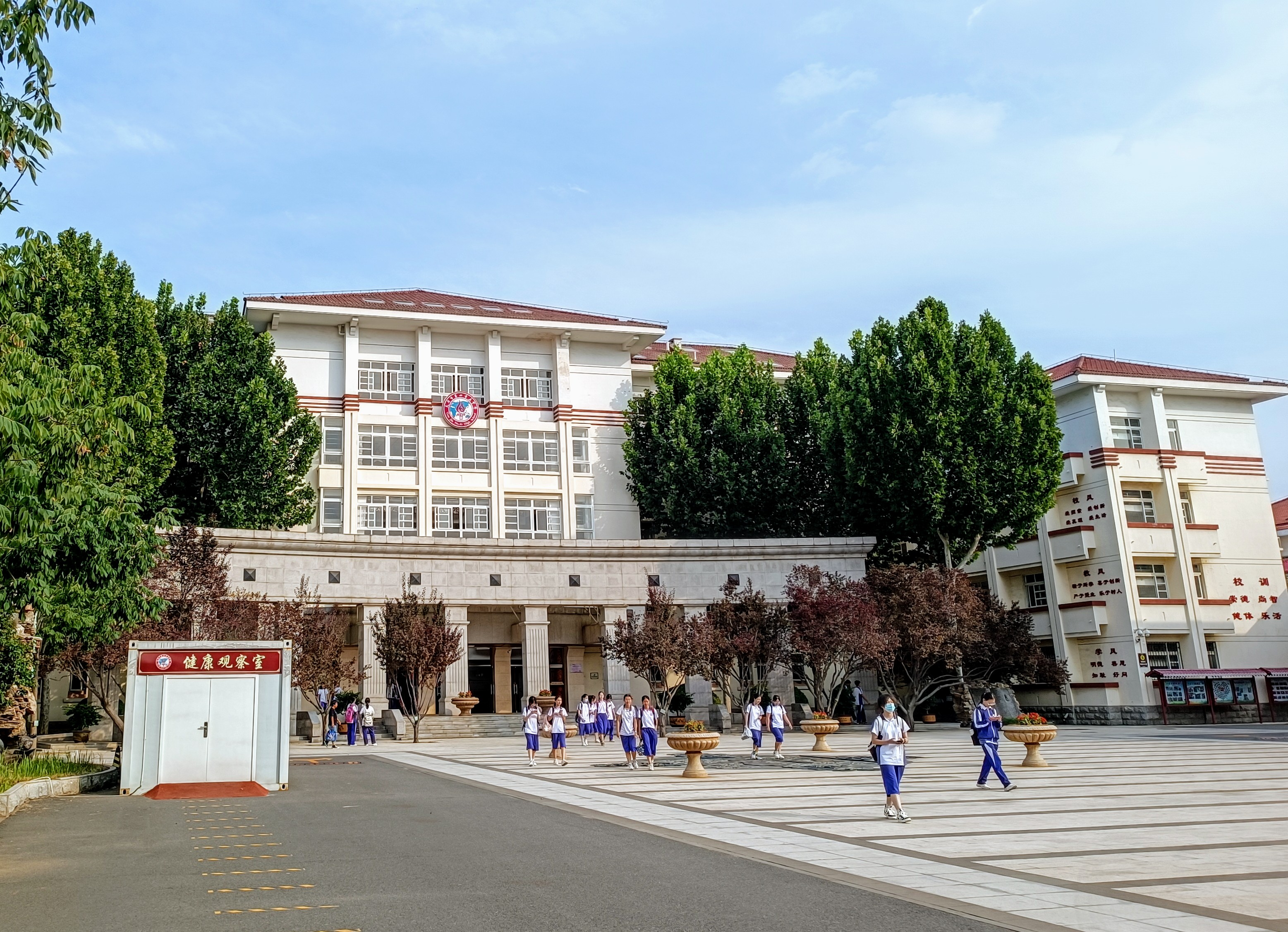
达智楼
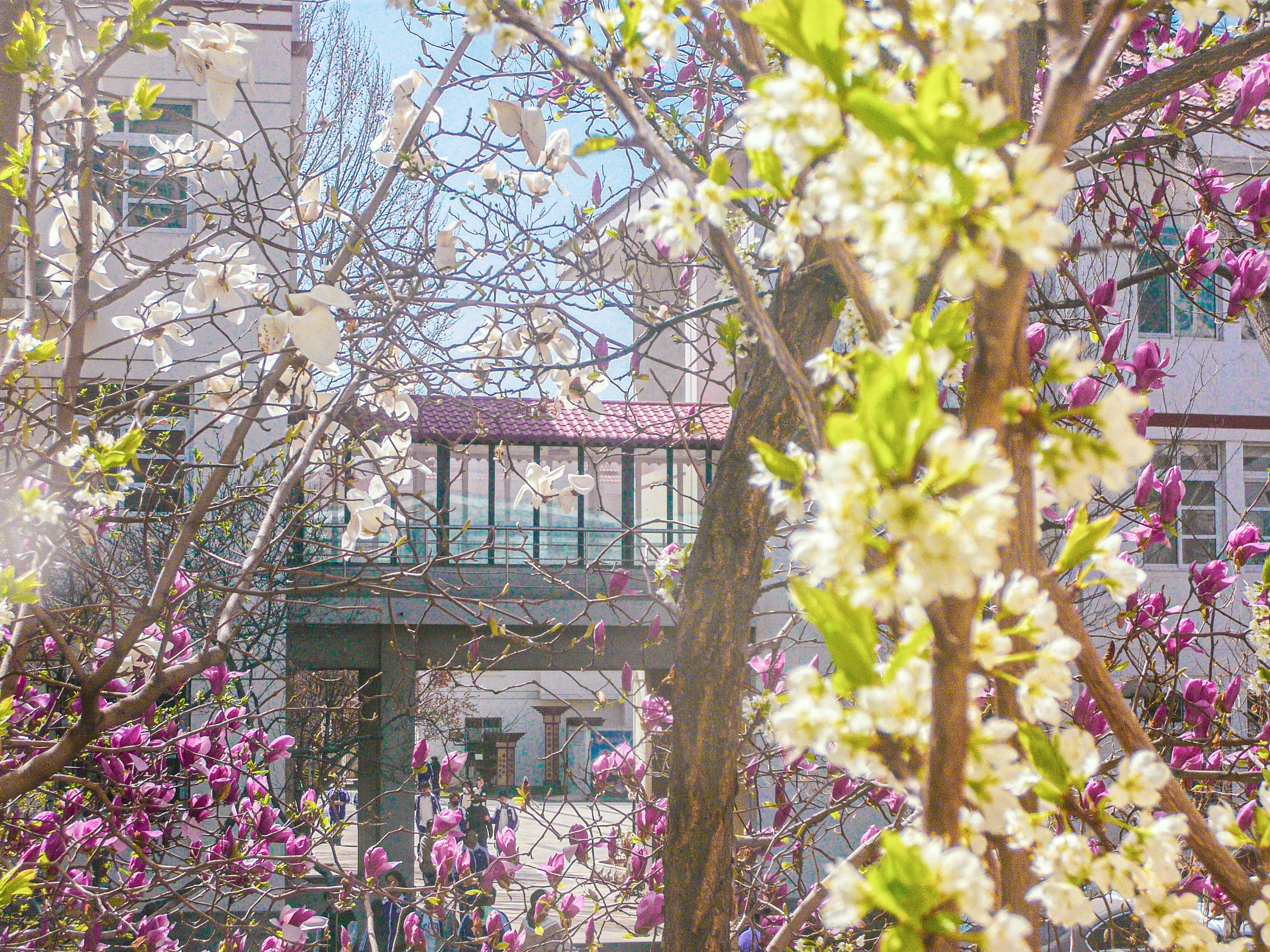
春日的校园
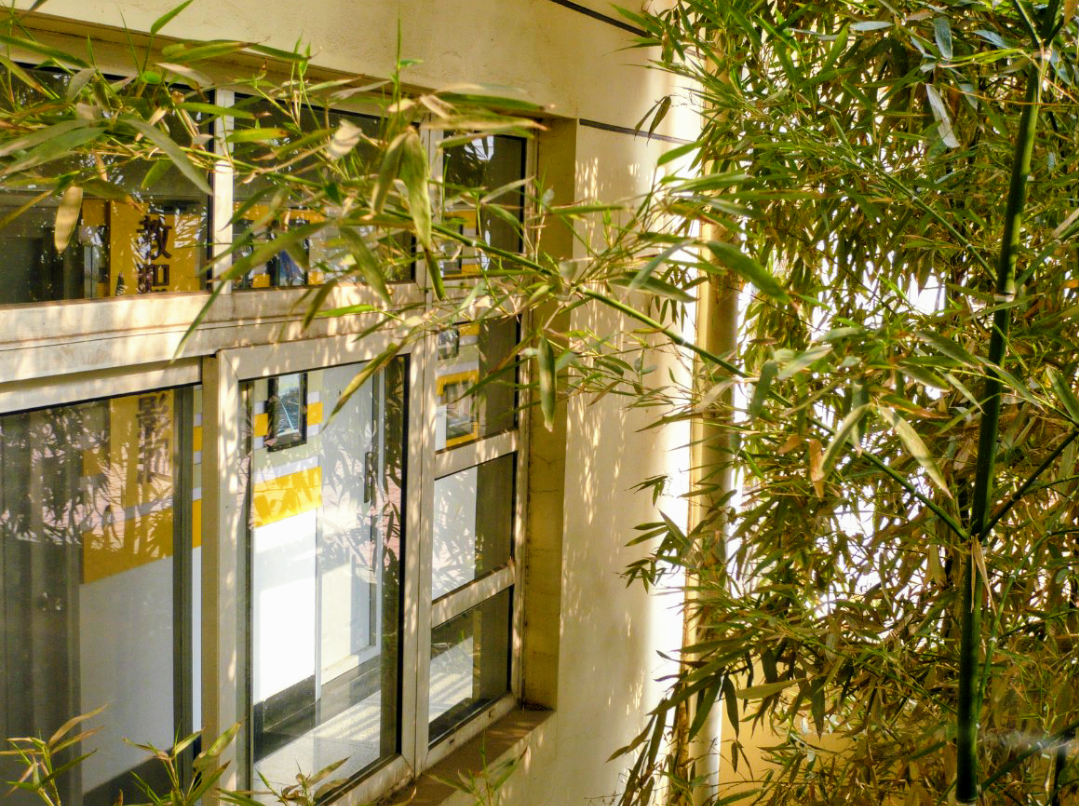
竹林
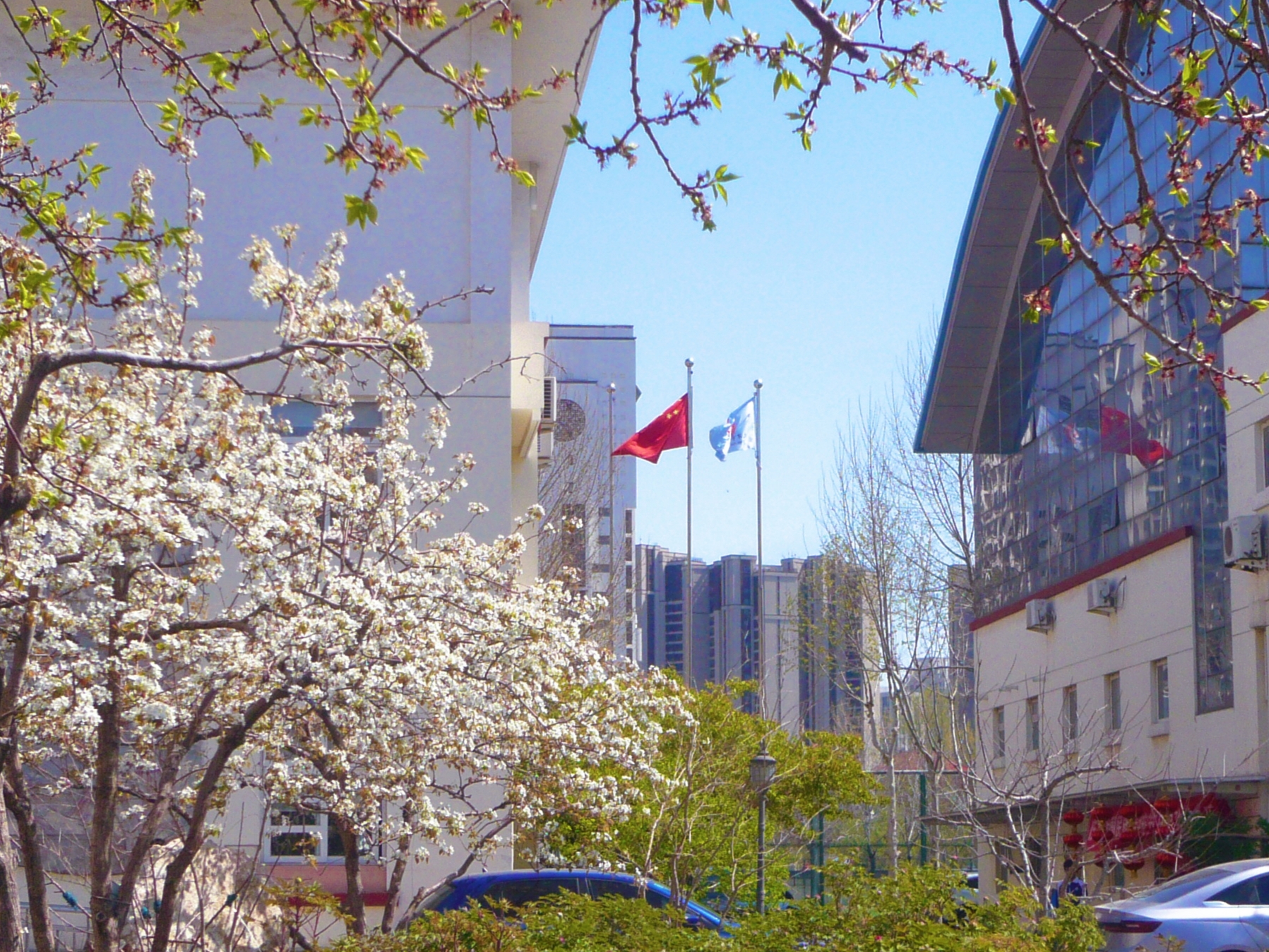
花园
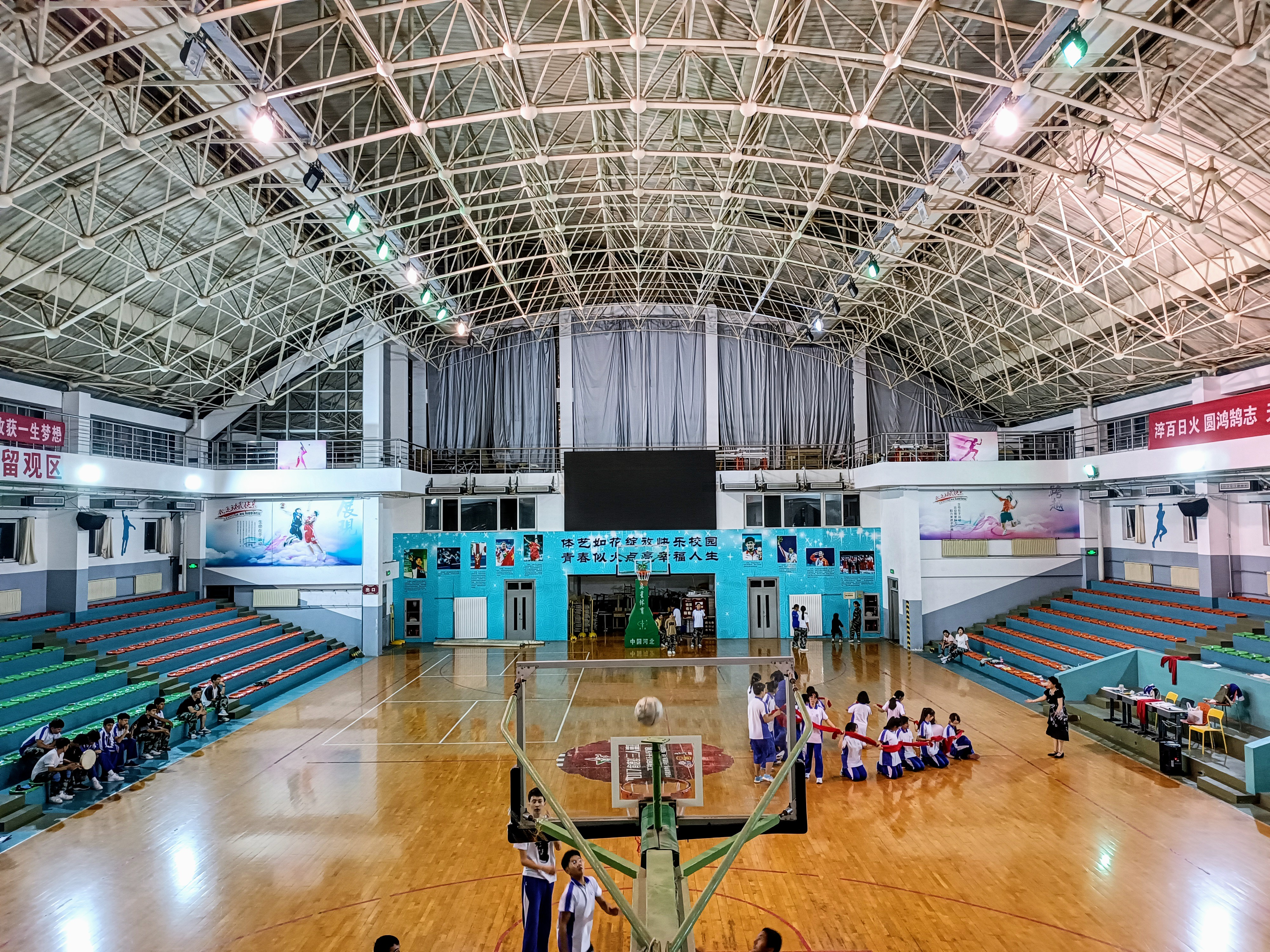
体育馆内部
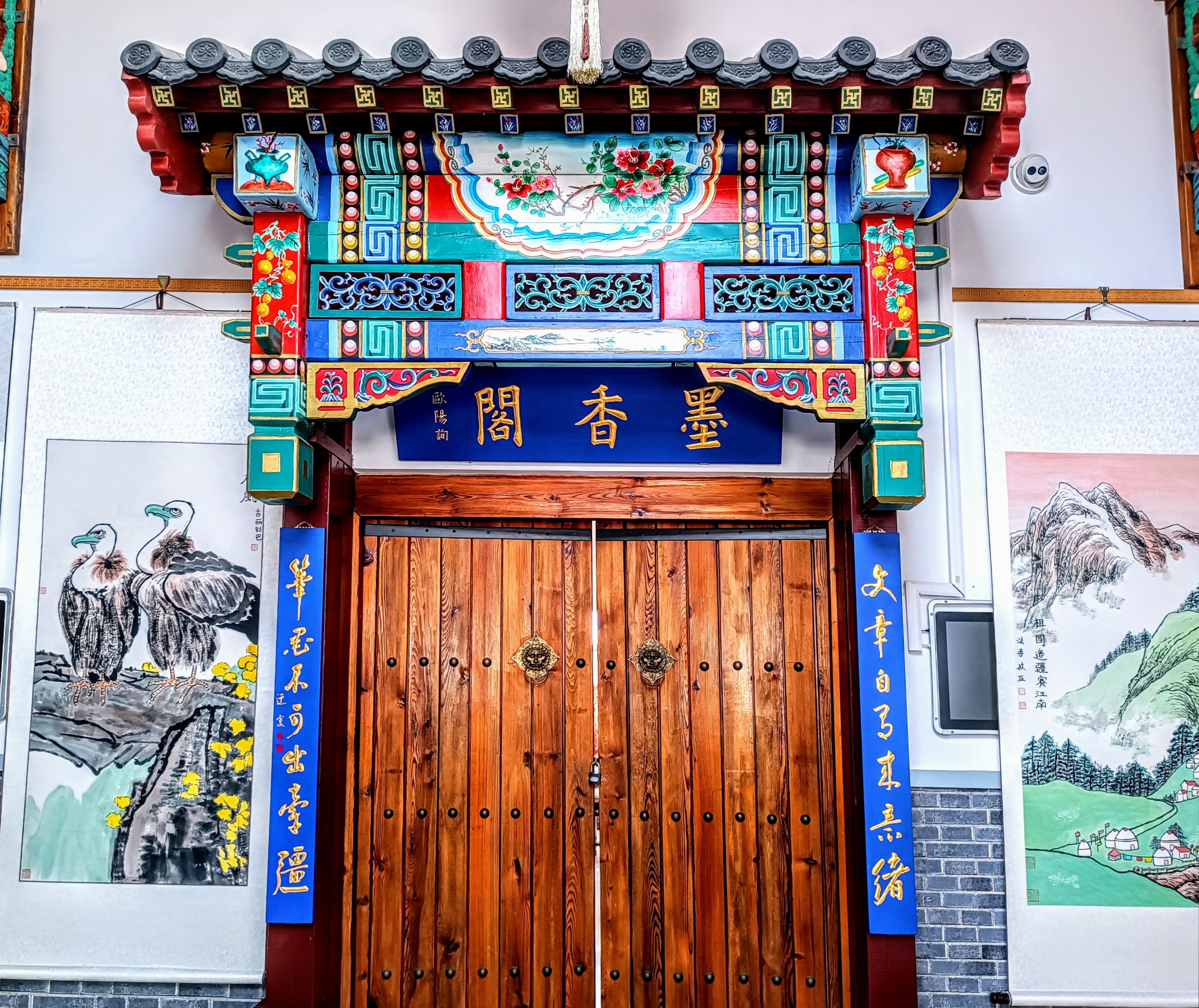
墨香阁
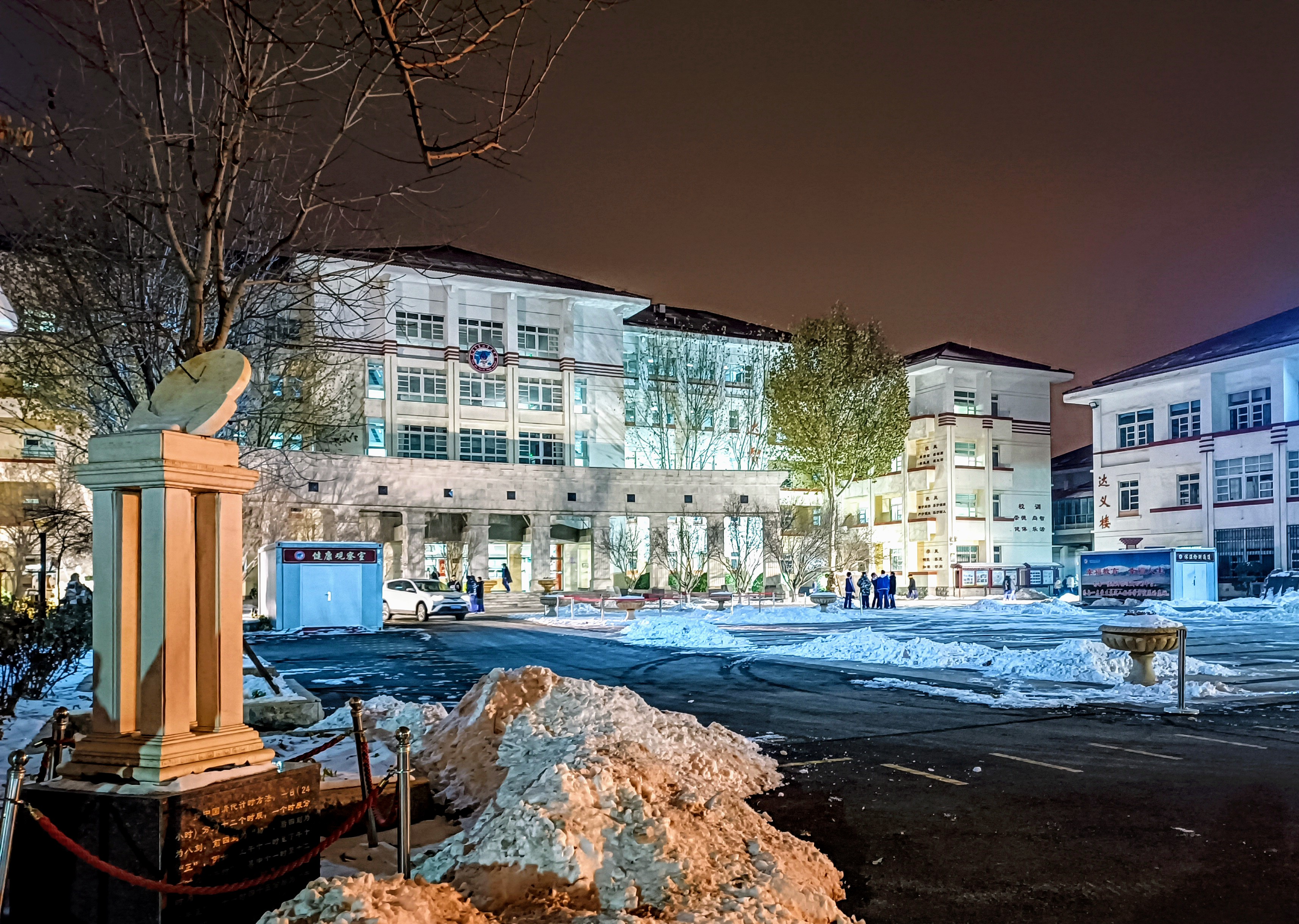
冬日夜景校园
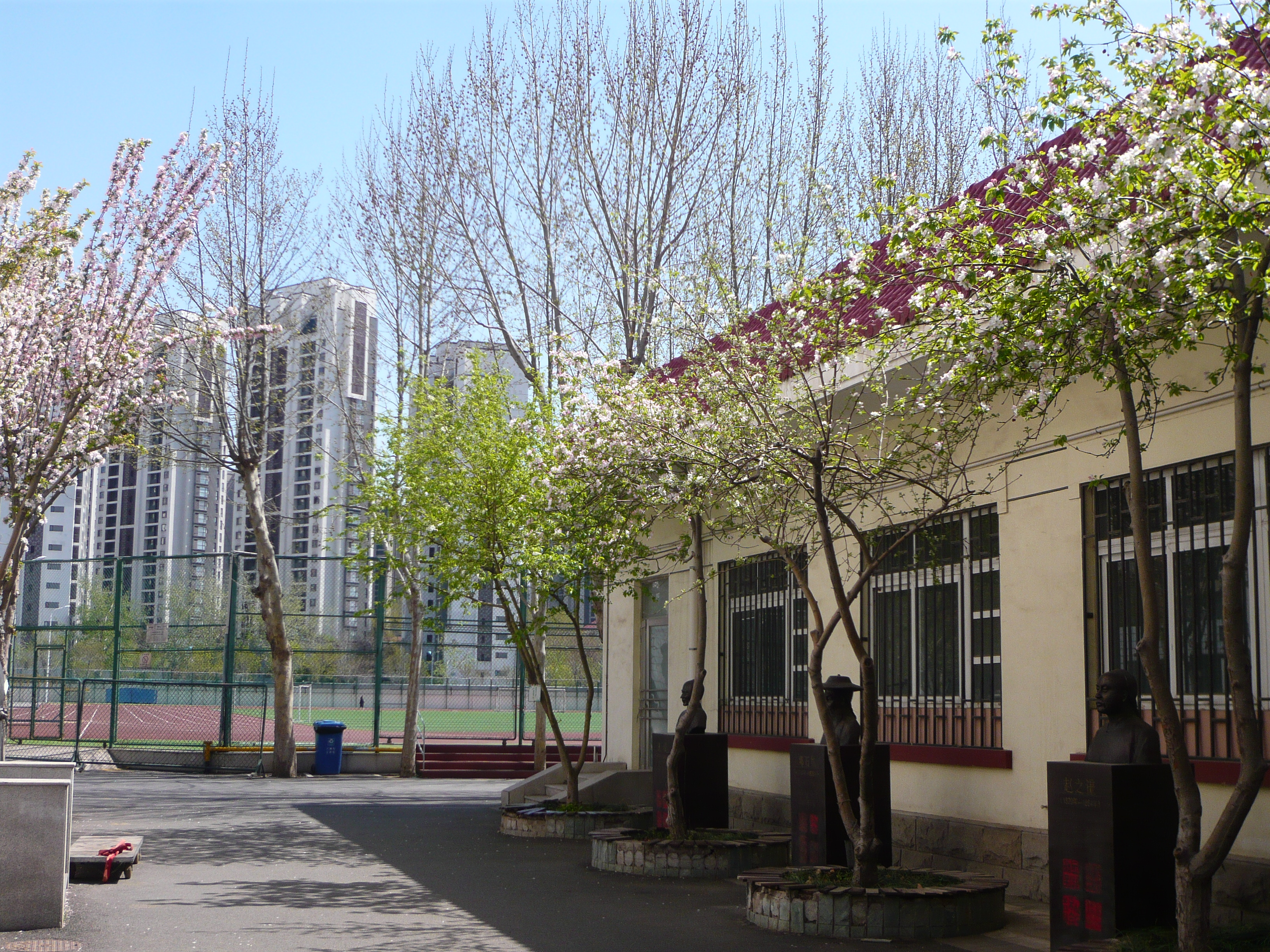
名人廊
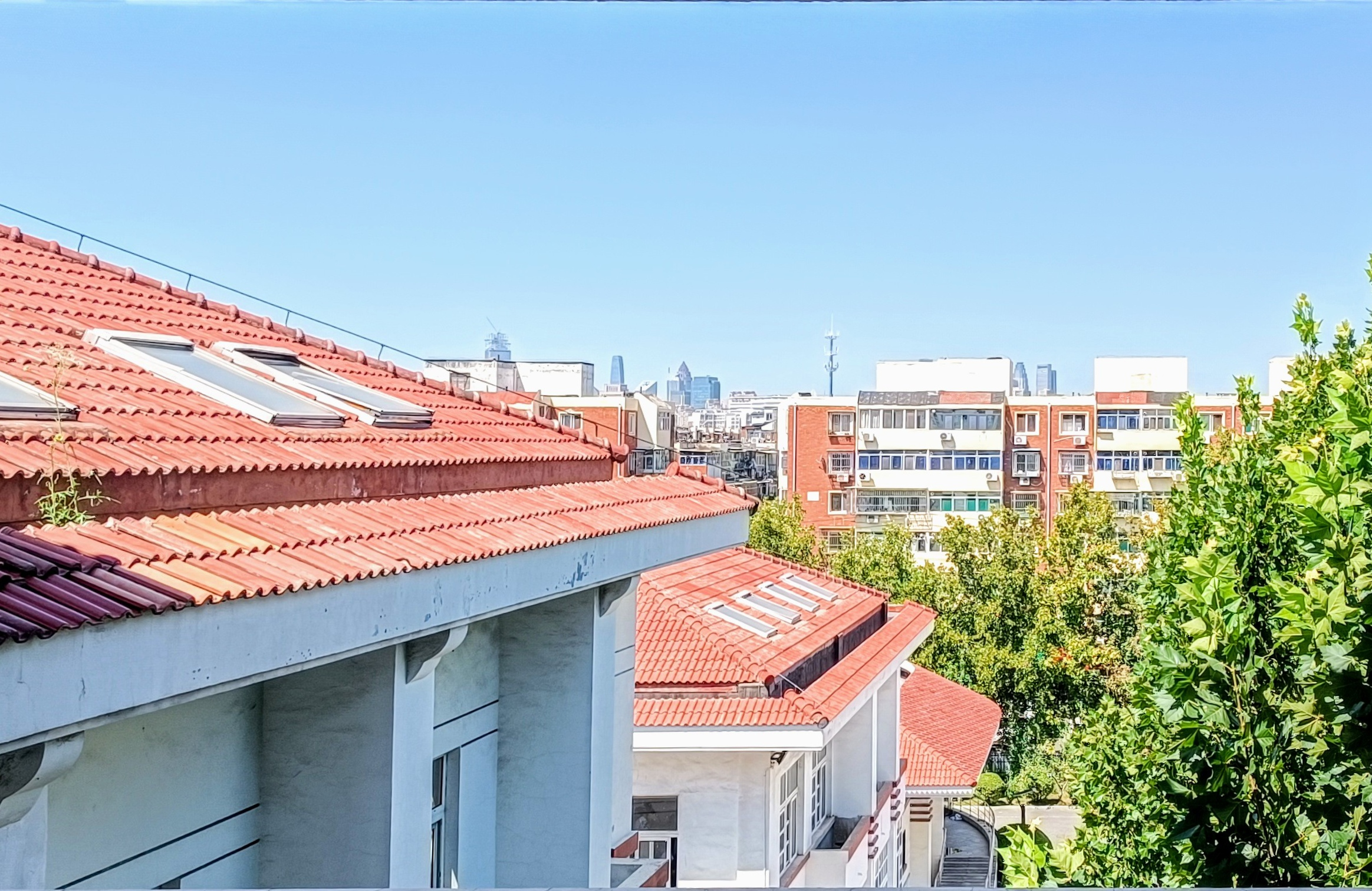
从达智楼望向西北方向
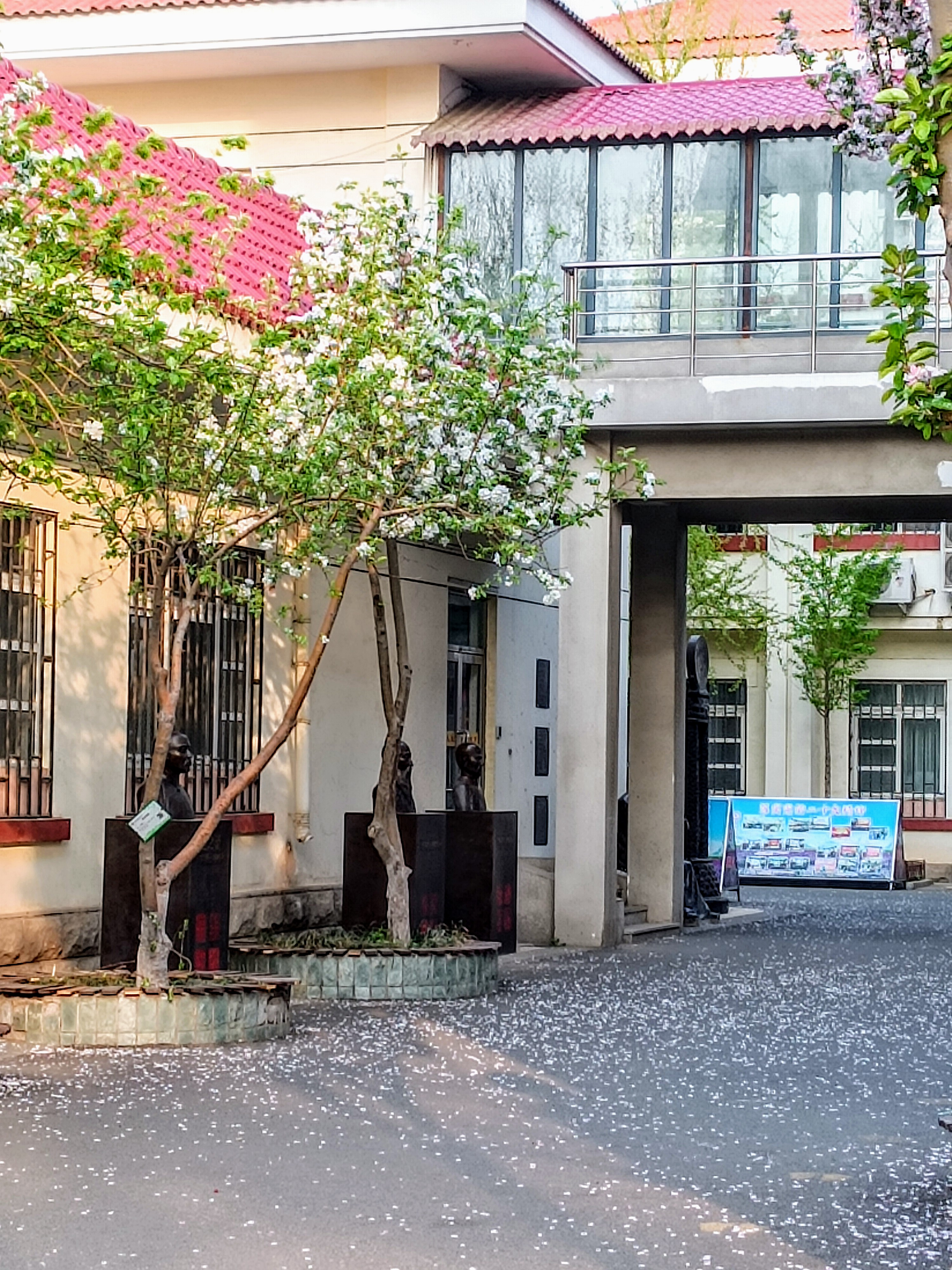
连廊
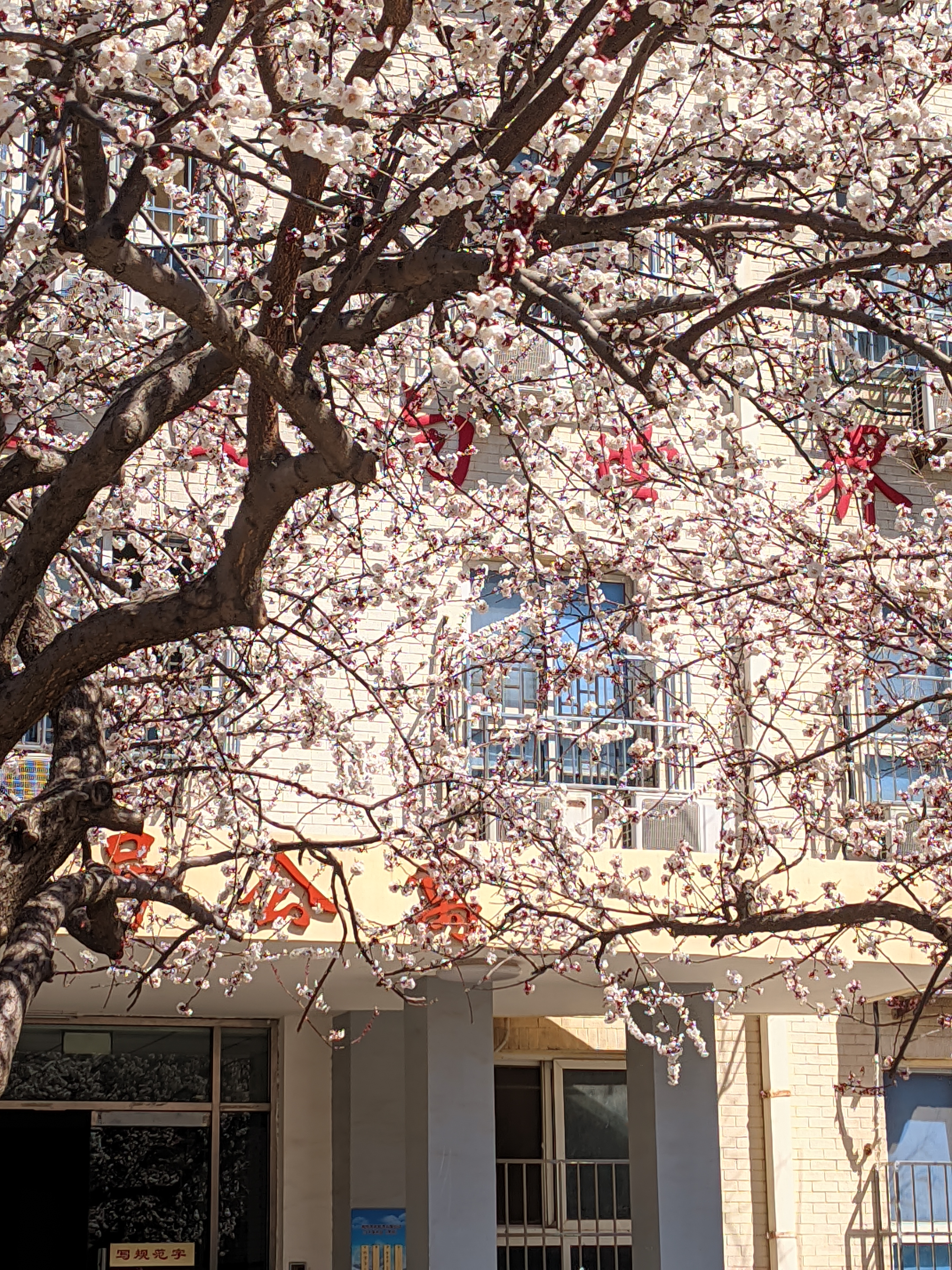
二号宿舍
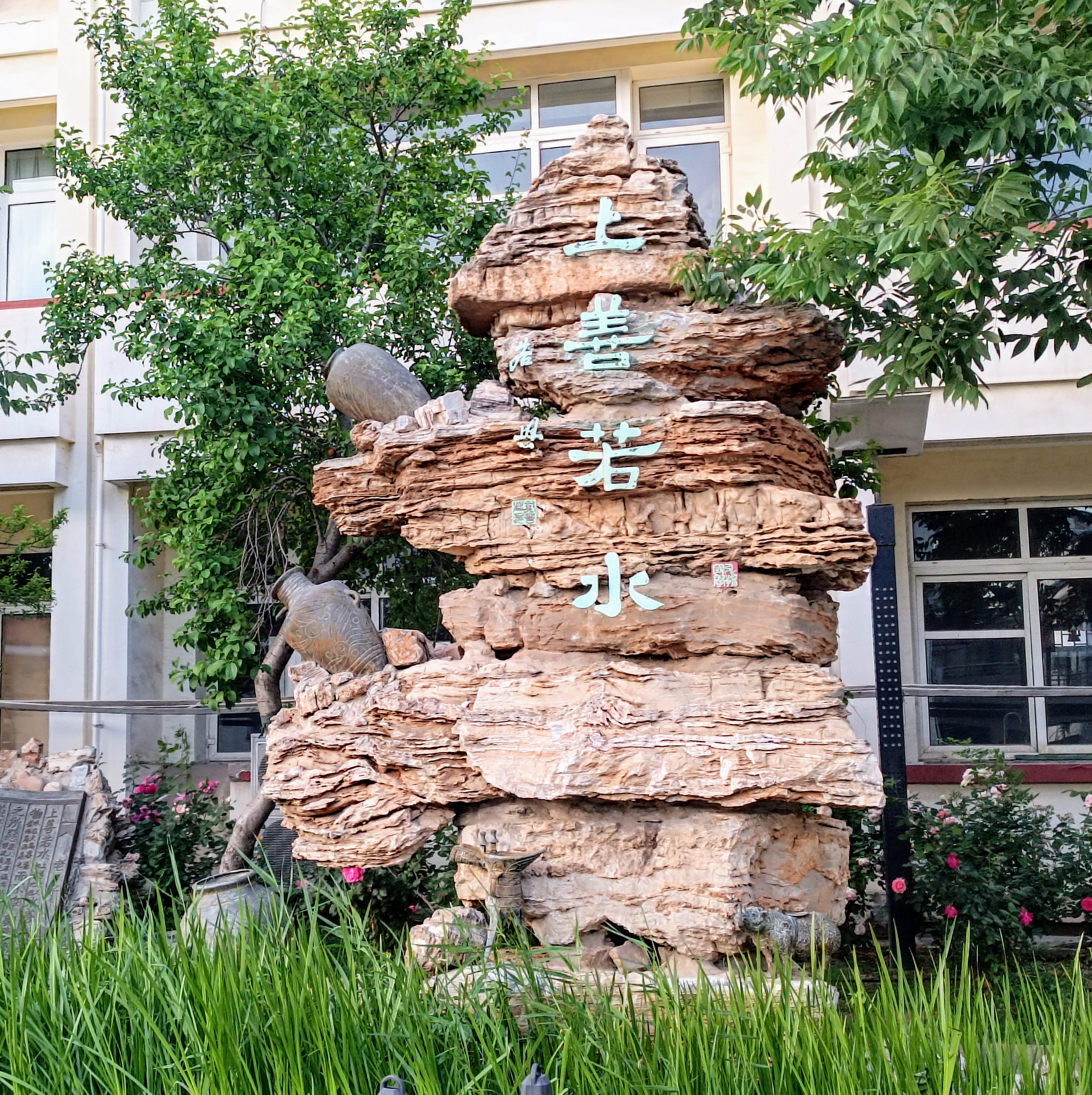
上善若水假山
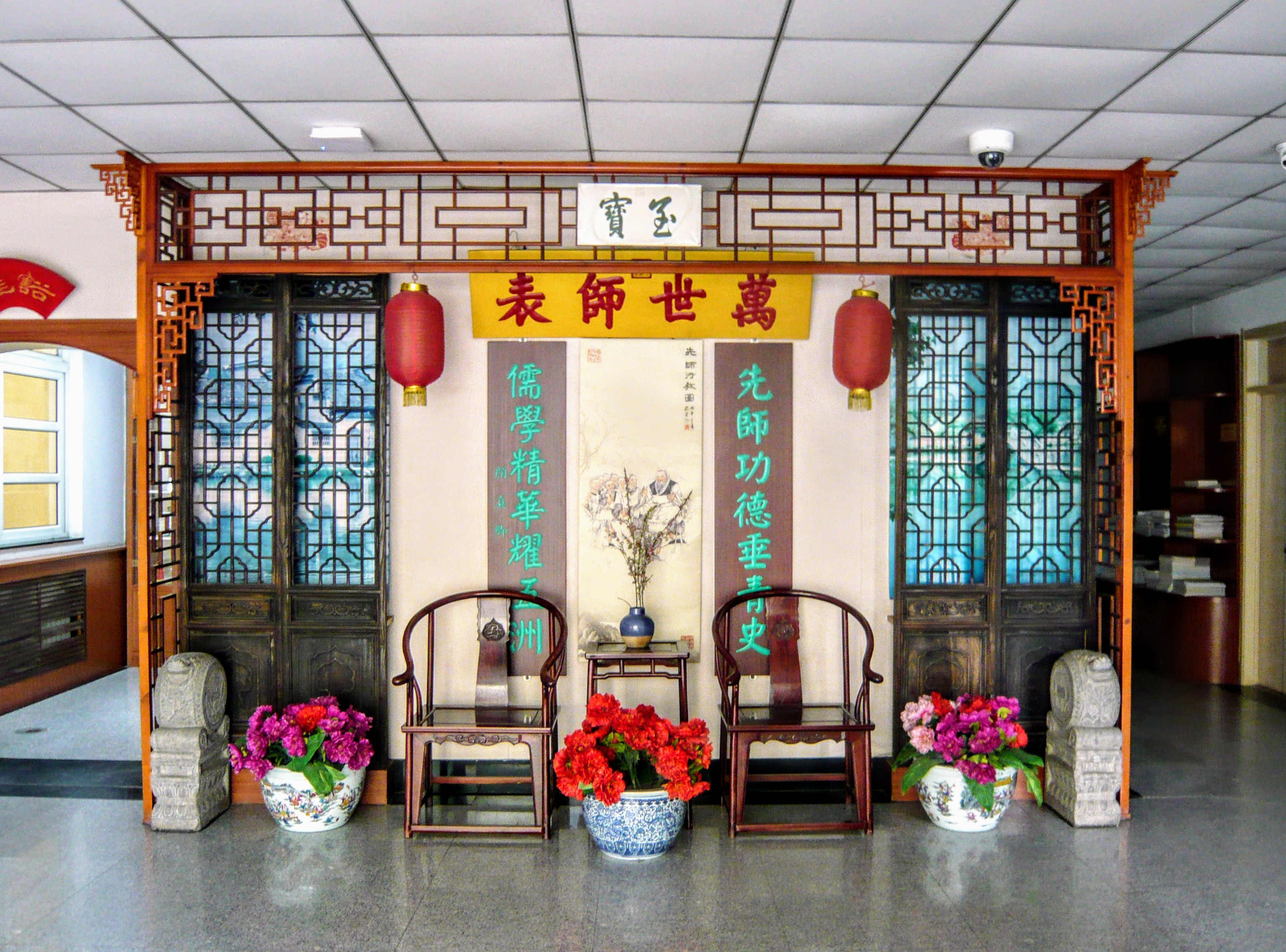
达信楼内
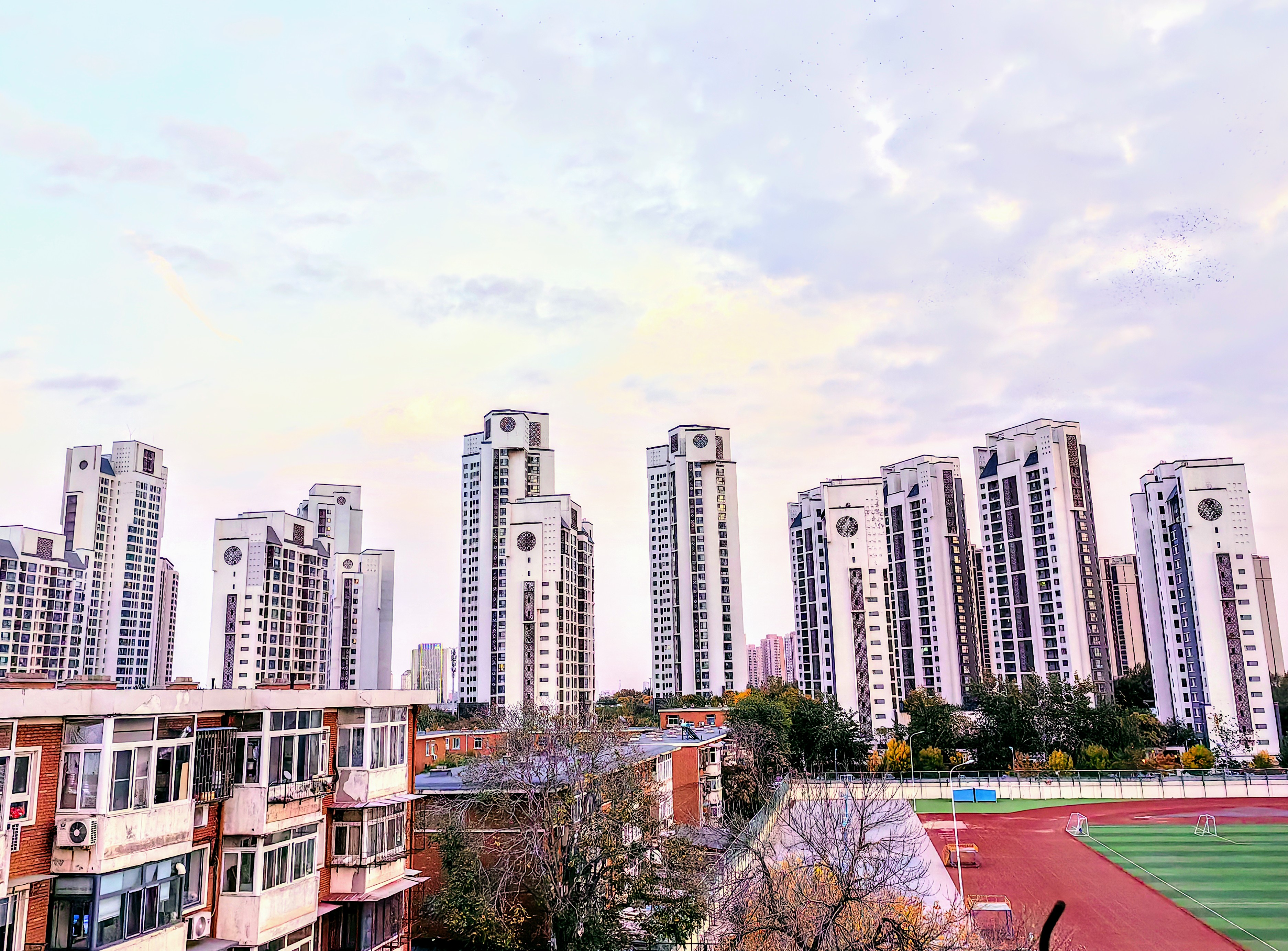
操场与格调竹境